# Parabathyscia finitima
Parabathyscia finitima es una especie de escarabajo del género Parabathyscia, familia Leiodidae. Fue descrita por Zoia en 1986.

## Distribución
Se encuentra en Italia.